# Stolarskicyathus pocilliformis
Stolarskicyathus pocilliformis is een rifkoralensoort uit de familie van de Gardineriidae. De wetenschappelijke naam van de soort is voor het eerst geldig gepubliceerd in 2004 door Cairns.